# Стоматологическая бормашина
Стоматологическая бормашина (от нем. bohren — сверлить) — сверлильная машина для высокоточной абразивной и безабразивной обработки мелких объектов.  Нашла широкое применение в стоматологии (в составе стоматологических установок), ювелирном деле, художественной резьбе по кости, приборостроении. Инструмент бормашины (бор) развивает высокую частоту вращения (до 400 тыс. об./мин) при небольшом крутящем моменте.

## Стоматологические бормашины

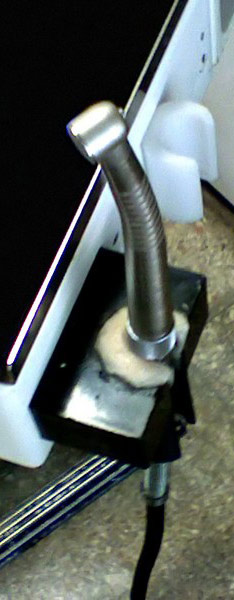
Турбинный наконечник бормашины

Нашли самое широкое применение при оказании стоматологической помощи, при терапевтическом и ортопедическом приёмах бормашины, работающие с большой частотой вращения (до 400 000 об/мин), что снижает болевые ощущения у пациента.

### Виды бормашин и степени их применения в стоматологии
Различают четыре вида бормашин для сверления зуба по типу привода для инструмента в сочетании с ручными стоматологическими инструментами:
1) Чаще всего это пневмотурбинное устройство, работающее от сжатого воздуха, поступающего по шлангу от компрессора. Для уменьшения шума компрессор, как правило, устанавливают в отдельном помещении; он обычно обслуживает несколько стоматологических установок. Управление работой бормашины осуществляется с помощью педали. Имеет сменные наконечники разной толщины и длины. Издаёт характерный свистящий звук, который очень похож на звук работающей электродрели. Достоинство — возможность очень точной обработки за счет большой скорости вращения инструмента — около 300 тыс. об./мин. Недостаток — малый крутящий момент, что делает затруднённой, а иногда невозможной обработку некоторых тканей и пломбировочных материалов.
2) Электромеханическая бормашина — микромотор. Обладает большим крутящим моментом, но меньшей скоростью вращения — около 30 тыс. об./мин. Применяется для «черновой» обработки, а также для подгонки коронок, протезов, и для лечения крайних дальних зубов. В стоматологии полностью заменили электромеханические бормашины с многозвенной ремённой передачей в середине 1990-х годов.
3) Электромеханическая бормашина с многозвенной ремённой передачей — пришла на смену механической бормашине и использовалась с 1957 года до середины 2000-х годов. Низкая скорость вращения — около около 30 тыс. об./мин, высокий уровень шума. Часто — большой уровень вибрации, из-за чего во время вскрытия полости зуба у пациента были сильные болевые ощущения, ощущался запах горелой кости. Данный тип бормашины был широко распространен в советской стоматологии. В середине 2000-х годов бормашины данного типа повсеместно прекратили своё существование и встречаются в рабочем состоянии крайне редко. Электромеханические бормашины устанавливались на верхней стенке стоматологической установки. Особенно болезненной процедурой являлась обточка зубов под коронку, когда из-за низкой скорости вращения появлялся дым, иногда из-за вибрации бор мог выскочить из бормашины и застрять в зубе. В частых случаях отсутствия анестезии в советской стоматологии лечение больного зуба было крайне болезненным.

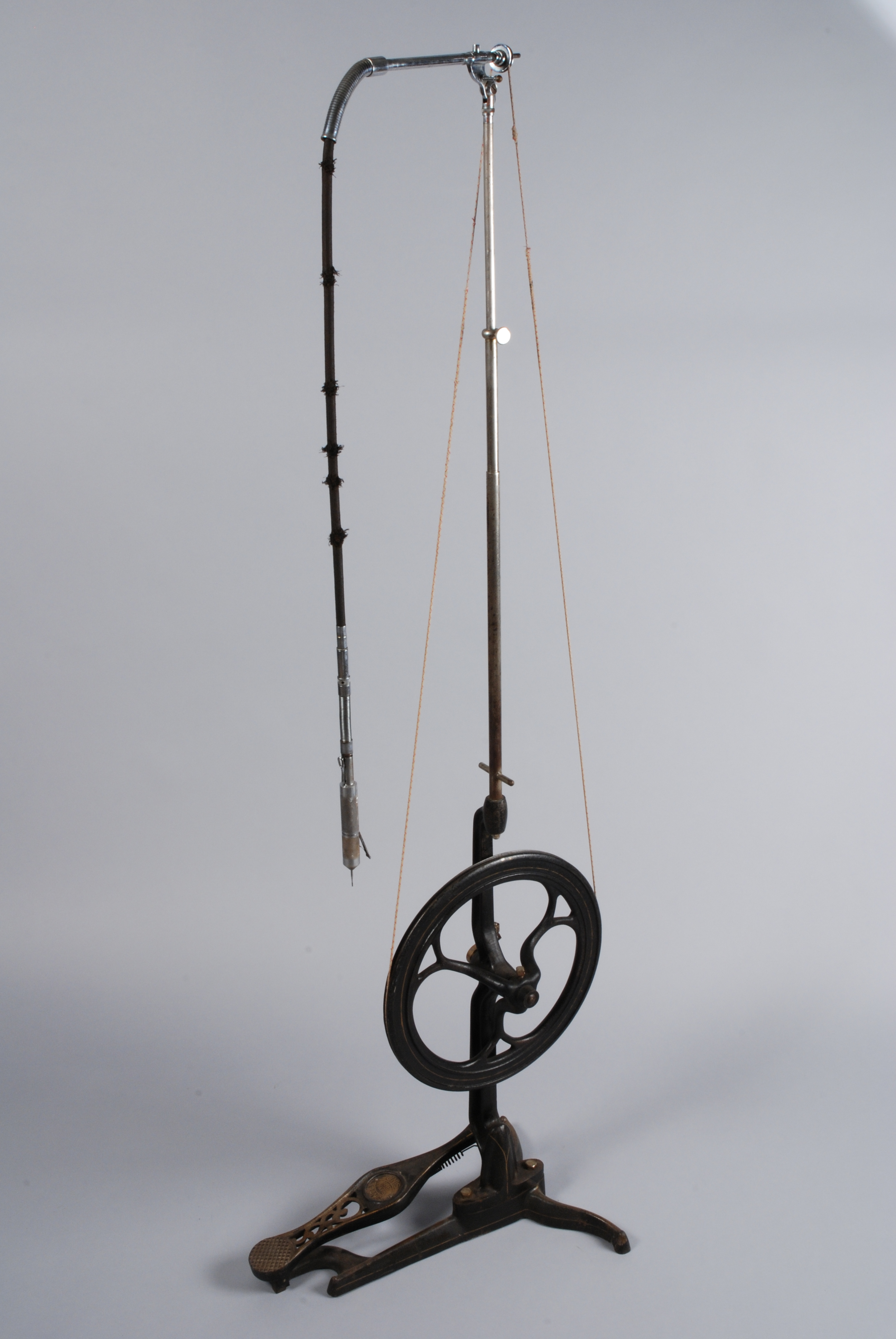
Механическая бормашина с ножным приводом

4) Механическая бормашина с ножным приводом — применялась с 1920-х годов до середины XX века главным образом в качестве энергонезависимого портативного устройства. Принцип действия этой бормашины был прост — стоматолог качал механическую педаль, которая приводила в движение механическую бормашину через колесо, а оттуда на вращающийся бор. Скорость у данного типа бормашины была очень низкой, — около 4000 оборотов. Лечение было в высшей степени болезненным, в отдельных случаях требовалось привязывать пациента к креслу. Нередко данный тип бормашины приводил к ожогу полости рта.
5) Ручной инструмент для сверления применялся до середины XIX века. Стоматолог на палец надевал кольцо с отверстием для бора, и вручную сверлил зуб до получаса, и даже более. Лечение было очень болезненным и в высшей степени утомительным как для пациента, так и для самого стоматолога.

### Составные части стоматологических бормашин

#### Вращательная бормашина
1. Привод — часть машины, преобразующая входную энергию (микромотор, компрессор с турбиной, коллекторный электродвигатель, механическая педаль) в энергию для рабочего инструмента (бора).
2. Шленс — составная часть привода, которая служит для соединения турбинного наконечника с блоком управления или отдельной стоматологической установкой. Её наличие позволяет, в случае необходимости, размещать основную часть бормашины в отдельном помещении, чтобы максимально уменьшить уровень создаваемого шума.
3. Турбинный наконечник — служит для преобразования энергии с привода во вращение бора. Рукоятка на турбинном наконечнике позволяет непосредственно манипулировать зафиксированным в нём бором. Наконечники бывают прямые и угловые. В современных стоматологических установках в наконечниках выполняются устройства для местного орошения зоны обработки водой, охлаждения инструмента, светодиодной подсветки, а иногда — оптико-волоконная система для вывода изображения на монитор. Наконечники и микромоторы (приводы) разных производителей несовместимы между собой.
4. Бор — рабочий инструмент, служащий для удаления ткани резанием. Также могут устанавливаться различные отрезные диски, шлифовальные насадки.

#### Лазерная бормашина
1. Шленс соединения с блоком управления или стоматологической установкой.
2. Кнопка R-Z.
3. Лазерные лучи — рабочий инструмент, служащий для лечения больных зубов просветкой. Для лечения поверхности зуба используются немного тускловатые лучи, а для лечения глубины зуба используется яркие лучи. Для ортопедии используются как лазерные бормашины, так и вращательные, т. к. обточка зубов лазерной бормашиной невозможна.

### Стоматологическая бормашина в массовой культуре
В СССР было снято несколько фильмов, где участвовала стоматологическая бормашина:
- Иван Васильевич меняет профессию — Доктор Антон Семёнович Шпак — в фильме была показана «самая страшная» для советских граждан подвесная бормашина производства Chirana. Ради популярного эффекта Леонид Гайдай сменил противный жужжащий звук бормашины на звук отбойного молотка.
- В одной из серий мультфильма Следствие ведут колобки австралийский стоматолог-хирург также использует бормашину, работающую со звуком отбойного молотка.
- Ералаш — сюжеты Кто следующий и Влип. В обоих сюжетах была показана чехословацкая стоматологическая установка «Chiradent-654C1», в которой есть как турбинная бормашина с огромной скоростью вращения бора, так и «самая страшная» подвесная ремённая бормашина.

## Технические бормашины

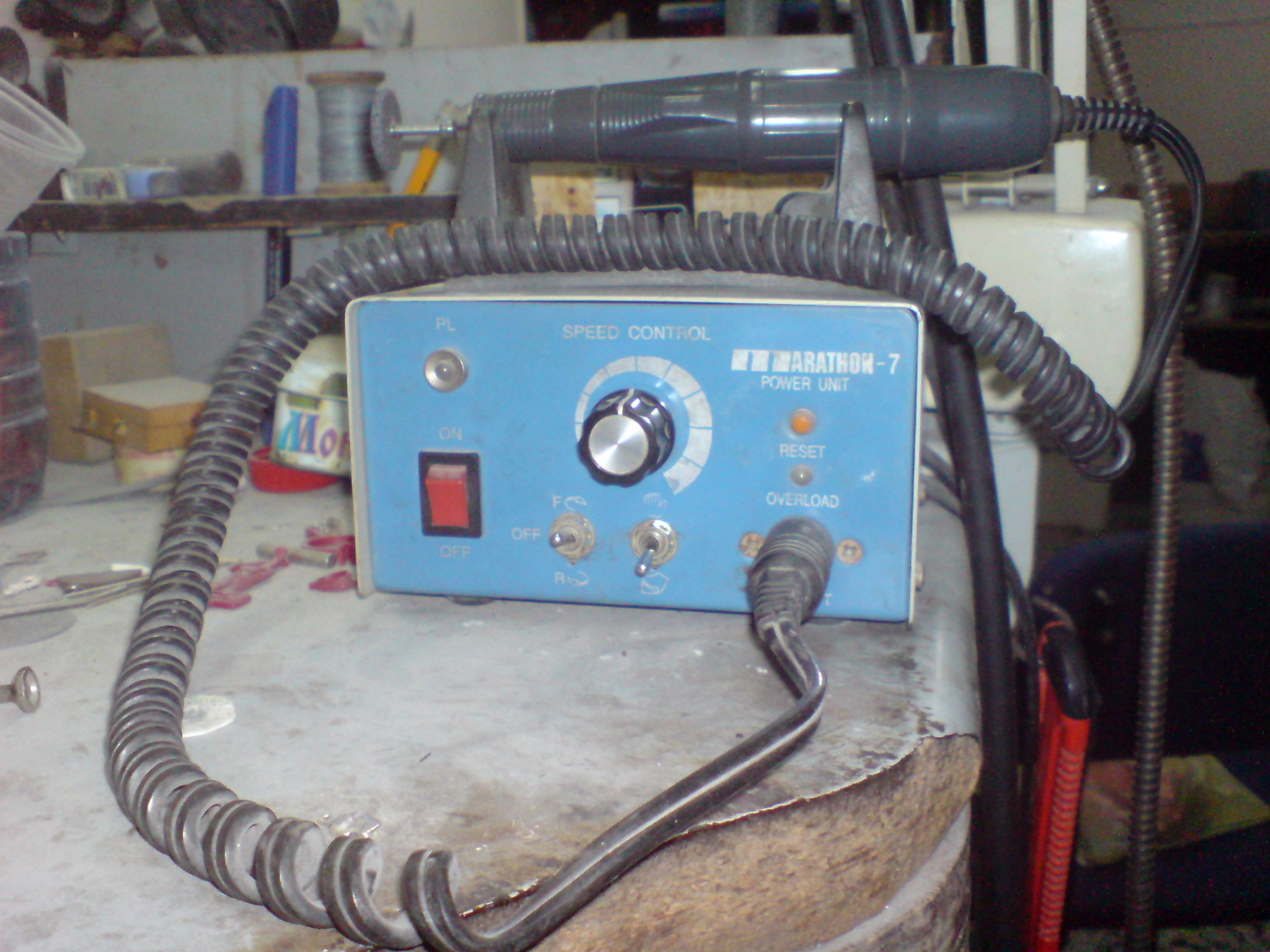

Технические бормашины — это, как правило, профессиональные машины, а также модели для дизайнерских или декоративных работ. Также, благодаря широкому диапазону насадок и всевозможных инструментов, технические бормашины могут выполнять гравировку, пиление, резание, сверление и прочие дополнительные возможности.
Основное отличие технических бормашин — это возможность регулировки оборотов; как правило, она ступенчатая или плавная. Диапазон регулировки может быть от 0 до 35 000 об./мин, что позволяет достаточно активно и качественно выполнять как зачистные, так и тонкие полировальные работы.
Среди производителей, достаточно хорошо себя зарекомендовавших, можно привести в пример бормашины Dremel и Proxxon;
Интересно, что благодаря специальной оснастке из своей бормашины легко можно сделать маленькую дисковую или алмазную пилу, фрезер, лобзик, дрель и много других функциональных приборов для точных или ювелирных работ.
Как и многие другие виды инструментов, бормашины технического назначения могут питаться или от сети, или от аккумулятора; моделей, которые бы питались и от первого, и от второго источника, не бывает. В настоящее время выпускаются аккумуляторные машины с литий-ионным аккумулятором; цена на такие приборы в России, как правило, на 10-20 % больше, чем на сетевые. Важно отметить, что аккумуляторные бормашины такого рода уже намного легче старых громоздких и несколько тяжеловатых машин.
Также бормашины можно разделить на ручные и стационарные: первые пользователь просто держит в руке, а вторые подвешиваются или кладутся в удобное место, после чего работа производится уже с помощью рабочего пера, которое работает через гибкий привод. Как правило, на рабочее перо можно установить крепящую инструмент цангу или быстрозажимный патрон (также использующийся на дрелях), что позволят сменять рабочие инструменты.